# Pedro Tercero García
En la novela de la escritora chilena Isabel Allende, La casa de los espíritus, Pedro Tercero es el hijo del capataz de las Tres Marías, Pedro Segundo, su abuelo llevaría el mismo nombre. 

## Biografía
Desde joven se enamoraría de Blanca Trueba, la cual engendraría a su única hija, Alba. Sería expulsado de la hacienda por Esteban Trueba, debido a que esparcía ideas socialistas al resto de los trabajadores (las gallinas unidas pueden vencer al zorro), posteriormente se volvería revolucionario y un cantautor popular (su personaje está basado en Víctor Jara). Siempre mantuvo una relación antitética con Esteban Trueba, que incluso le haría perder varios dedos cuando descubrió el amorío que mantenía con su primogénita. Descubre que tiene una hija, Alba, y le insiste a Blanca para que se vayan las dos a vivir con él a lo que esta se niega porque no le gusta la forma de vivir de su amado. 
A pesar de los numerosos años de odio, eventualmente se entendería, incluso Trueba le ayudaría a escapar al extranjero, cuando el gobierno socialista, para el cual Pedro colaboraba, fue derrocado por los militares.
Antonio Banderas interpreta a este personaje en la película de la novela.
- Datos: Q6070237